# 新冠泥火山

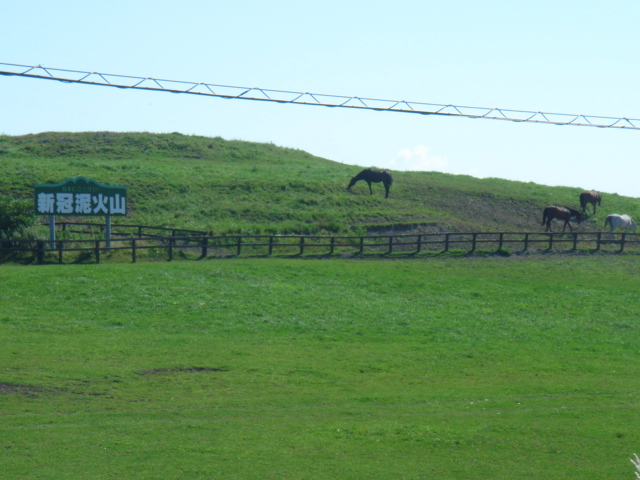
国道235号から見る第八丘

新冠泥火山（にいかっぷでいかざん）は、北海道新冠町に存在する丘陵群。地表に泥水などが噴出する泥火山である。国道235号沿いに並ぶ。

## 概要
新冠町市街地から北北西約2kmの地点から、北西に向けて複数の泥火山が並ぶ。かつては8つの泥火山が確認されていたが現在では第二丘から第五丘の位置は不明となっており、第一、第六から第八までの計4つが現存している。北西端の火山を第一丘、南東端の火山を第八丘とし、第八丘が最も大きく活動も盛んである。
形成されたのは最終氷期以降の極めて新しい年代で、1663年の有珠山噴火前にはほぼ現在の形が出来上がっていた。近年も大規模な地震発生時には噴出現象が見られ、1952年十勝沖地震、1968年同左、1981年浦河沖地震、1994年北海道東方沖地震、2003年十勝沖地震、2008年同左、には主に第八丘で噴泥や山体の変形が記録されている。
北海道天然記念物に指定されているが、泥火山の大半は私有地（牧場）内にあり、遠望することのみが可能である（地権者の許可のもとに学術的な調査時のみ立ち入り可能）。

## 成因
現地の地下構造は背斜構造に断層が交わる構造となっており、これら地質条件に地震等の影響が加わり、地表にガスや泥水、土塊が噴出するものと考えられている。火山活動に伴い形成された地形ではない。